# Rosy Armen
Rosy Armen é  uma cantora francesa de origem armênia.
Com "Gwendolyne", Rosy Armen participou nas eliminatórias para representar a Espanha no Festival Eurovisão da Canção 1970 de 1970. Julio Iglesias foi o escolhido e ganhou o concurso com a mesma canção. Armen fez parte do  coro que acompanhou Iglesias.

## Discografia

### Álbuns
- Rosy Armen (Vogue, 1963)
- Rosy Armen (Melodia, 1967)
- Si on se ressemble (Columbia, 1968)
- Gwendolyne (Columbia, 1971)
- Yerevan (Iberia, 1972)
- Rosy Armen (Ambar, 1972)
- Blboul (Arka, 1981)
- Aranjuez (Arka, 1982)
- Hier et demain (PSI International, 1986)
- Armenia (1992)
- Le top de l'Arménie (PSI International, 1996)
- Mi sirde ounem (Atlantis Records, 2001)